# Di-isononylftalaat
Di-isononylftalaat of DINP (Engels: diisononyl phthalate) is een organische verbinding met als brutoformule C26H42O4. De stof komt voor als een kleurloze olieachtige, viskeuze vloeistof, die zeer slecht oplosbaar is in water. In feite is het product een mengsel van verschillende isomere isononyl-esters van ftaalzuur, vandaar dat geen eenduidige structuurformule kan gegeven worden.
Di-isononylftalaat wordt gebruikt als weekmaker voor onder meer plastics, rubber, verf, lijm, vernis en oplosmiddelen.